# Couptrain
Couptrain é uma comuna francesa na região administrativa da Pays de la Loire, no departamento de Mayenne. Estende-se por uma área de 0,7 km². Em 2010 a comuna tinha 134 habitantes (densidade: 191,4 hab./km²).